# Кислов, Игорь Николаевич
И́горь Никола́евич Кисло́в (укр. Ігор Миколайович Кислов; род. 19 июля 1966, Пярну) — советский и украинский футболист, игравший на позиции нападающего. Также имеет туркменский паспорт, выступал за сборную Туркменистана.

## Биография
Родился в Пярну, детство провёл в Донецке. В 1984 закончил СПТУ по специальности «автослесарь». Совмещал занятия футболом и хоккеем, но в итоге отдал предпочтение футболу. В 1984 году дебютировал в дубле донецкого «Шахтёра». В следующем году был призван в армию, во время службы выступал за артёмовский «Цветмет» в соревнованиях коллективов физкультуры, а позже — за купянский «Металлург». В 1987 году перешёл в харьковский «Металлист», однако выступал преимущественно за дублирующий состав (12 матчей, 1 гол), а также провёл 1 игру в кубке Федерации футбола СССР.
В 1988 году, по приглашению Виктора Пожечевского стал игроком полтавской «Ворсклы». В новой команде со временем стал одним из ведущих игроков и основных бомбардиров. В дебютном сезоне, вместе с клубом, стал серебряным призёром украинской зоны второй лиги чемпионата СССР.
В 1990 году отправился за границу, став игроком болгарского «Этыра» Велико-Тырново. В сезоне 1990/91 клуб стал чемпионом страны. В 1993 году на полгода перешёл в тунисский «Сфаксьен», после чего вернулся в Болгарию, где помимо «Этыра» также выступал за «Дунав» Русе.
В 1996 году вернулся на Украину, приняв предложение Пожечевского перейти в «Ворсклу», которая дебютировала в высшей лиге чемпионата Украины. В первом сезоне после возвращения Кислов стал капитаном команды, а «Ворскла» стала бронзовым призёром чемпионата. Проведя в Полтаве два года, в 1998 году перешёл в кировоградскую «Звезду», где в дебютном сезоне стал лучшим бомбардиром команды. За «Звезду» выступал на протяжении двух сезонов, после чего стал игроком симферопольской «Таврии», а в 2002 году — ивано-франковского «Прикарпатья». Через полгода завершил выступления на профессиональном уровне.
По завершении карьеры стал тренером в СДЮШОР, а позже — директором полтавской ДЮСШ «Ворскла» им. И. Горпинко. В 2006 назначен на должность начальника отдела физкультуры и спорта управления по делам семьи, молодёжи и спорта Полтавского горсовета, а в 2011 возглавил физкультурно-спортивное общество «Украина». Работал в Полтавской областной ассоциации футбола, был депутатом Полтавского городского совета.

### Сборная
В 1998 году Виктор Пожечевский возглавил сборную Туркменистана. В целях усиления команды он предложил принять туркменское гражданство ряду игроков знакомых ему по работе в «Ворскле», в том числе и Кислову, который согласился выступать за команду на Летних Азиатских играх 1998 года. Кислов отличился дублем в ворота сборной Южной Кореи, а также голом в ворота Индии, а сборная Туркменистана по итогам турнира вошла в восьмёрку лучших команд континента.

## Достижения
- Серебряный призёр 6-й зоны Второй лиги чемпионата СССР: 1988
- Чемпион Болгарии: 1990/91
- Бронзовый призёр группы «Б» чемпионата Болгарии: 1994/95
- Бронзовый призёр чемпионата Украины: 1996/97